# A simile
A expressão latina "a simile" (também apresentado como a símile) designa uma técnica de retórica ou um processo de argumentação dito "por semelhança" em que o fundamento do raciocínio exposto tem como fundamento a razão formal de uma qualidade que condiz com outra entidade a ser comparada. É utilizado, no campo jurídico, ao regular a norma geral inclusiva, aplicado nos casos não previstos na norma jurídica, desde que semelhantes a ele, de idêntico modo. Assim, frente a uma lacuna, cabe ao intérprete da lei decidir se deve aplicar a norma geral exclusiva, usando o argumento a contrario sensu, ou se deve aplicar a norma geral inclusiva, através deste processo de argumentação, baseado no pensamento analógico.
 A analogia, aplicada ao Direito, estende uma regulação a uma situação que não é abrangida, de facto, segundo o seu sentido literal possível, de modo a evitar-se qualquer contradição de valores dentro do sistema jurídico, pretendendo-se, assim, que a justiça se trate de igual modo hipóteses que, do ponto de vista valorativo, são iguais, sempre que não seja imposto pela lei, ou esteja justificado por razões especiais, um tratamento desigual.